# Greatest Hits (ABBA-album)
A Greatest Hits az ABBA együttes első válogatásalbuma. 1975. november 17-én jelent meg a Skandináv országokban, 1976-ban pedig az Egyesült Királyságban, valamint az Egyesült Államokban és Kanadában. Az albumon található Fernando egyetlen stúdióalbumon sem szerepel, kizárólag ezen a válogatás albumon hallható először.
Az album sikere nagymértékben csak a Skandináv országokra korlátozódott, valamint az Egyesült Királyság és Észak-Amerika területeire, ahol megjelentették az albumot. A két piac mérete nagyban elősegítette a lemez sikerességét, mely mára az ABBA egyik legkeresettebb albuma a világon.

## Előzmények
Miután az ABBA 1974 áprilisában megnyerte az Eurovíziós Dalfesztivált a Waterloo című dallal, a soron következő dalok nem értek el akkora sikert, így azok csak évekkel később lettek sikeresek. Az SOS, és a Mamma Mia című dalok világméretű megjelenése után ismét fellendült a zenekar iránti kereslet. Ez alkalomból a kiadók világszerte megjelentették a dalokat kislemezen, és megjelentek stúdióalbumaik is.

## Megjelenések
A dalok az ABBA első három stúdióalbumából, a Ring Ring, Waterloo és az ABBA című albumok gyűjteménye. A Fernando című sláger viszont ezen a lemezen jelent meg először, stúdióalbumra nem került fel. A Waterloo, SOS, Mamma Mia, és a Fernando Top 10-es slágerek voltak az Egyesült Királyságban, és a világ számos országában. Érdekes módon Ausztráliában, ahol több dal is slágerlistás helyezést ért el, az album csak évekkel később jelent meg, a piacot az RCA Viktor kiadó The Best Of ABBA válogatása uralta. Ettől függetlenül az album még a Rolling Stone kritikusai által is pozitív bírálatot kapott.
Az album Svédországban és Norvégiában elérte az első helyet, de az Európán kívüli országokban és Ausztráliában, valamint Új-Zélandon is helyezést ért el. Az album brit változata 1976 áprilisában jelent meg. Az album az 1976-os év egyik legnagyobb eladását produkáló kiadványa lett, több mint 2,6 millió eladott példányszámmal.
A Greatest Hits 1976 szeptemberében jelent meg az Egyesült Államokban és Kanadában, de az eladás nem produkált sikereket 1977 áprilisáig, amikor aztán megjelent a Dancing Queen című dal, és mindkét országban elérte az 1. helyet. A Dancing Queen nem került fel a Greatest Hits című válogatás albumra, viszont az új album, az Arrival vezető dala lett. Később a Greatest Hits album platina helyezést ért el az USA-ban és Kanadában.

## A borító
Az album két különféle borítóval került forgalomba területtől függően. Az eredeti skandináv kiadáson látható festmény Hans Arnold alkotása, és a svéd VeckoRevyn magazin díját is elnyerte. A borítót a 30. évfordulós kiadás CD változatában is megjelent.
Az Egyesült Királyságban, Észak-Amerikában, és néhány más országban a borítón látható fényképen Benny és Frida csókolóznak, Björn újságot olvas, miközben Agnetha egyenesen a kamerába néz. A fényképet Bengt H. Malmqvist készítette. A fotót az Egyesült Államokban előlapi borítóként tracklista nélkül is használják, illetve belső papírtokként is látható a kép.

## Megjelenések más médiában
Az album megjelenik a 2015-ös Mentőexpedíció (The Martian) című science-fiction filmben, amikor a diszkóbarát lovas hajóparancsnok Mellissa Levis (Jessicsa Chastain) férje egy video linken keresztül jelzi, hogy megtalálta az eredeti album bakelit példányát. A  Waterloo  című dal is kiemelkedő szerepet játszik a filmben.

## Az album dalai
A oldal
1. SOS (Anderson, Andersson, Ulvaeus) – 3:22
2. He Is Your Brother – 3:17
3. Ring Ring (Anderson, Andersson, Cody, Sedaka, Ulvaeus) – 3:03
4. Hasta Mañana (Anderson, Andersson, Ulvaeus) – 3:09 Not on US/Canada edition
5. Nina, Pretty Ballerina – 2:52
6. Honey, Honey (Anderson, Andersson, Ulvaeus) – 2:55
7. So Long – 3:06

B oldal
1. I Do, I Do, I Do, I Do, I Do (Anderson, Andersson, Ulvaeus) – 3:15
2. People Need Love – 2:43
3. Bang-A-Boomerang (Anderson, Andersson, Ulvaeus) – 3:02
4. Another Town, Another Train – 3:10
5. Mamma Mia (Anderson, Andersson, Ulvaeus) – 2:54
6. Dance (While the Music Still Goes On) – 3:05
7. Waterloo (Anderson, Andersson, Ulvaeus) – 2:42
8. Fernando (Anderson, Andersson, Ulvaeus) – 4:15

## Slágerlistás helyezések
| Slágerlista (1975–77)                        | Legmagasabb helyezés |
| -------------------------------------------- | -------------------- |
| Canadian Albums (RPM)                        | 2                    |
| Norvégia (VG-lista Album Top 40)             | 1                    |
| Svédország (Sverigetopplistan Top 60 Albums) | 1                    |
| Egyesült Királyság (UK Albums Chart)         | 1                    |
| USA Billboard 200                            | 48                   |

| Slágerlista (1976)    | Rang |
| --------------------- | ---- |
| UK Albums (BRMB)      | 1    |
| Slágerlista (1977)    | Rang |
| Canadian Albums (RPM) | 13   |

| Slágerlista (1970–79) | Rang |
| --------------------- | ---- |
| UK Albums (BRMB)      | 2    |

### Minősítések
| Ország                           | Minősítés  | Eladások  |
| -------------------------------- | ---------- | --------- |
| Kanada (Music Canada)            | 5x platina | 600.000   |
| Finnország (Musiikkituottajat)   | platina    | 64.875    |
| Németország (BVMI)               | Arany      | 250.000   |
| Egyesült Királyság (BPI)         | 8x platina | 2.606.000 |
| Amerikai Egyesült Államok (RIAA) | platina    | 1.000.000 |
| Hongkong (IFPI Hongkong)         | platina    | 20.000    |
| Franciaország (SNEP)             | -          | 100.000   |
| Írország (IRMA)                  | -          | 200.000   |
| Norvégia (IFPI Norway)           | arany      | 25.000    |
| Svédország (GLF)                 | platina    | 293.163   |